# Керма (царство)
Культура Керма — африканская цивилизация и одноимённая археологическая культура, существовавшие в период 2500—1500 гг. до н. э. на территории Нубии (современный Судан) с центром в Керме. Было самым сильным из царств на территории Судана в период Среднего царства древнего Египта.

## Периодизация
Историки подразделяют историю Кермы на несколько этапов:
- ранний: 2500—2050 гг. до н. э.
- средний: 2050—1750 гг. до н. э.
- классический, или поздний: 1750—1500 гг. до н. э.

На позднем этапе царство Керма поглотило суданское царство Сай (Sai) и превратилось в крупную империю — весомого соперника Древнего Египта. Около 1500 г. до н. э. Керма была поглощена Египтом, однако восстания продолжались на протяжении многих веков. В IX веке на месте Кермы возникло новое царство Куш с «более египетской» культурой, которое восстановило независимость от Египта.
Борьба Кермы против египетского господства была одним из наиболее длительных вооружённых конфликтов бронзового века — она продолжалась около 220 лет (примерно в 1500—1280 гг. до н. э.)

## Археологический памятник Керма
Основной археологический памятник Керма, служивший центром царства Керма, включает в себя как крупное древнее городище, так и некрополь, состоявший из крупных курганов. Уровень роскоши, обнаруженной при раскопках Кермы, указывает на то, как далеко простиралась власть царства, особенно во время Второго переходного периода, когда нубийцы угрожали южным границам Египта.

## Экономическая и политическая структура
До недавнего времени царство Керма было известно только по городищу и некрополям, обнаруженным на месте его исторического центра и севернее, в сторону Египта. Однако в ходе недавних раскопок был обнаружен ряд новых археологических памятников к югу от Кермы, из которых многие были расположены на каналах Нила, ныне высохших, находившихся к востоку от современного русла реки. Такая планировка поселений указывает на значительное население и впервые позволяет определить исторический контекст существования царства Керма. Работы исследователей в окрестностях дамбы Мерове (en:Merowe Dam) на Нильских порогах подтвердили наличие памятников культуры Керма вверх по реке вплоть до г. Абу-Хамед (Abu Hamed/Mograt Island).
Царство Керма было, без сомнения, крупной политической единицей. Египетские источники указывают на то, что это был богатый и населённый земледельческий регион. В отличие от Египта, царство Керма было сильно централизованным. Оно контролировало земли от 1 до 4-го порогов Нила — территорию, соразмерную с Древним Египтом того времени.
Многочисленные деревни, разбросанные вдоль злаковых полей, составляли основную часть царства, однако имеются свидетельства наличия регионов с пастушеской специализацией и центров обработки золота. Ряд городов Кермы служили центрами накопления и распределения сельскохозяйственных продуктов, а также торговли. Анализ тысяч черепов животных, помещённых в царские могилы Кермы, указывает на то, что скот перегоняли на крупные расстояния, возможно, в качестве приношений местных общин по случаю кончины монархов. Это явление имеет параллели в виде скота как «царской собственности» в других регионах Африки в более позднее время.
Только Керма и Сай были крупными городами; возможно, дальнейшие раскопки позволят обнаружить и другие города сопоставимого размера. В Керме и Сай обнаружены свидетельства наличия богатой элиты, а также высокопоставленного класса, контролировавшего торговлю с далеко лежащими землями, а также поставки из административных зданий. Очевидно, царство Керма играло роль важного посредника в торговле предметами роскоши, поступавшими из глубины африканского континента в Египет

## Место Кермы в древней истории
Во времена Первого переходного периода присутствие египтян в Нижней Нубии прекратилось. Когда в начале Нового царства египетские источники вновь упоминают регион Кермы, они указывают, что последняя контролирует как Нижнюю, так и Верхнюю Нубию.
Долгая история военных действий Египта в Нижней Нубии указывает на то, что Керма воспринималась как крупная угроза. Крупнейшие и наиболее многочисленные укрепления в истории Египта были сооружены египтянами для защиты своих границ от набегов из Кермы и для защиты торговых путей между этими двумя странами. Во время как Среднего, так и Нового царств ресурсы, к которым Керма имела доступ — золото, скот, молочные продукты, слоновая кость, эбеновое дерево, благовония и др. — потреблялись в основном Египтом.
Во время своего зенита Керма заключила союз с гиксосами и попыталась сокрушить Египет. Находки 2003 г. в гробнице правителя Эль-Каба (близ Фив) показывают, что Керма вторглась вглубь египетской территории в период между 1575 и 1550 гг. до н. э. Считается, что это поражение было одним из самых унизительных в египетской истории, так что более поздние фараоны приказали стереть любые упоминания о нём из исторических анналов. Много царских статуй и памятников были вывезены из Египта в Керму в знак триумфа.
В годы правления Тутмоса I Египет осуществил несколько походов на юг, которые в конце концов привели к аннексии Нубии (Керма/Куш) около 1504 г. до н. э. После завоевания культура Кермы приобретает всё больше египетских черт, однако восстания продолжались в течение 220 лет (примерно до 1300 г. до н. э.). Тем не менее, уже во времена Нового царства Керма/Куш стала ключевой провинцией Египетской Империи в экономическом, политическом и духовном смысле. В частности, важные церемонии фараонов проводились в местности Джебель-Баркал близ Напаты, а между царскими родами двух регионов заключались браки.

## Керма и Куш
Трудно установить степень культурной и политической преемственности между Кермой и царством Куш. Последнее возникло около 1000 г. до н. э. Поначалу цари Куша продолжали использовать Керму для царских погребений и специальных церемоний, что указывает на некоторую связь. Более того, расположение царских погребальных комплексов в Керме и Напате (столица Куша) имеют одинаковый дизайн. В Керме также были обнаружены спрятанные статуи фараонов Куша, что указывает на то, что правители Напаты признавали историческую связь между их столицей и Кермой.